# Furåsens kyrka

Furåsens kyrka är en kyrkobyggnad som tillhör Älvsborgs församling i Göteborgs stift. Den ligger i stadsdelen Tynnered i Göteborgs kommun. 

## Kyrkobyggnaden
Byggnaden är en vandringskyrka som tidigare var uppställd sedan 1965 i Brunnsbo på Hisingen. Den invigdes på sin nuvarande plats i april 1972 av domprost Per-Olof Sjögren.
Träbyggnaden är enkel och av basilikatyp. Den är Sveriges första vandringskyrka av en typ som tillverkades av Oresjö fabriker och är byggd efter ritningar av arkitekten Torsten Hansson. Den har byggts till med en församlingsbyggnad som kopplats genom en dubbelsidigt glasad korridor. Kyrkorummet har gavelspetsfönster över entrén och fönsterband vid takfoten, samt är öppet upp till nocken. Det senare möjliggjort genom takstolens dragstag av stål. 

## Klockstapel och klocka
Den ursprungliga klockstapeln lämnades kvar i Brunnsbo och den stapel, som idag tillhör kyrkan uppfördes i samband med flytten. I den finns en klocka, deponerad av Sjöfartsverket, som har hängt ombord på Svinbådans fyrskepp.

## Invenatarier
- Altartavlan är en vävnad från Christina Westmans ateljé och föreställer Tron, hoppet och kärleken och motivet är en stiliserad törnekrona.
- Den mekaniska orgeln är tillverkad 1973 av Hammarbergs Orgelbyggeri AB och utökades under 1980-talet. Den har sex stämmor fördelade på manual och pedal.[1]